# Dewoitine D.560
Il Dewoitine D.560 fu un caccia monomotore ad ala a gabbiano sviluppato dall'azienda aeronautica francese SAF (Avions Dewoitine) nei primi anni trenta e rimasto allo stadio di prototipo.
Realizzato in base alla specifica 1930 C1 emessa dal Service technique de l'aéronautique (STAé) per conto dell'Aéronautique Militaire, la componente aerea dell'Armée de terre (l'esercito francese), valutato assieme ad altri undici concorrenti venne giudicato non idoneo preferendogli il monoplano ad ala bassa Dewoitine D.500, e di conseguenza il suo sviluppo venne abbandonato.

## Storia del progetto
Nel 1930, quando oramai il legier Chasse "Jockey" detto anche Plan Caquot, programma per la realizzazione di un caccia leggero, venne giudicato un insuccesso, per ovviare alla necessità di sostituire il parco velivoli oramai inadeguato il Service technique de l'aéronautique (STAé) emise una specifica C1, relativa cioè ad un nuovo modello da caccia monoposto. I requisiti, già espressi nel 1928, erano relativi ad un velivolo dotato di ottima visibilità, cellula con coefficiente di robustezza pari a 16, velocità massima raggiungibile di almeno 327 km/h a 3 500 m ed un armamento comprendente due mitragliatrici Vickers calibro 7,7 mm costruite su licenza dalla Manufacture d'Armes de Châtellerault (MAC). Una modifica successiva, datata 26 gennaio 1931, specificava la necessità di utilizzare un motore aeronautico con una cilindrata tra i 26 ed i 30 L dotato di compressore meccanico portando la velocità massima a 350 km/h a 4 000 m.
Al concorso risposero le principali aziende aeronautiche nazionali che presentarono non meno di 10 progetti, concretizzatisi in 12 diversi prototipi, quasi tutti disegnati attorno all'Hispano-Suiza 12Xbrs, un 12 cilindri a V da 26 L in grado di erogare una potenza pari a 650 hp (485 kW) alla quota di 4 500 m (14 765 ft), scelto per la sua dimostrata affidabilità e contenuta superficie frontale rispetto ai modelli allora disponibili.

## Tecnica
Il Dewoitine D.560 era un velivolo dall'impostazione moderna, di costruzione interamente metallica, che riproponeva l'aspetto dei modelli ideati dall'ingegnere dal polacco Zygmunt Puławski per conto della Państwowe Zakłady Lotnicze (PZL - Fabbrica statale di costruzioni aeronautiche), un monomotore in configurazione traente, monoplano ad ala di gabbiano, monoposto a carrello fisso.
La fusoliera, realizzata con struttura metallica ricoperta da pannelli in duralluminio, era caratterizzata dall'unico abitacolo riservato al pilota, aperto e dotato anteriormente di parabrezza e posteriormente di un poggiatesta che si raccordava ad una pinna dorsale. Posteriormente terminava in un impennaggio classico monoderiva dai piani orizzontali a sbalzo.
La velatura era monoplana, con profilo ad ala di gabbiano, rastremata per dare corda e spessore massimi alla metà di ogni semiala, vicino a dove erano controventate alla fusoliera da una coppia di aste per lato.
Il carrello d'atterraggio era fisso, con i due elementi anteriori indipendenti con gambe di forza ammortizzate che insistevano sulla controventatura dell'ala, dotato di ruote carenate, integrato posteriormente da un ruotino d'appoggio posizionato sotto la coda.
La propulsione era affidata ad un motore Hispano-Suiza 12Xbrs, un 12 cilindri a V raffreddato a liquido in grado di erogare, in quella versione, una potenza pari a 650 hp (485 kW), posizionato all'apice anteriore della fusoliera chiuso in una cofanatura metallica dalla quale uscivano singolarmente i collettori di scarico, ed abbinato ad un'elica bipala metallica Ratier. L'impianto di raffreddamento era basato su un radiatore posizionato in una gondola sotto la fusoliera, dotato di un dispositivo a lamelle per parzializzare l'afflusso d'aria in base alla quota raggiunta.
L'armamento era affidato ad una coppia di mitragliatrici MAC-Vickers calibro 7,7 mm posizionate nel profilo alare e sparanti fuori dal disco dell'elica così da non richiedere alcun dispositivo di sincronizzazione.

## Impiego operativo
Temendo qualche pregiudizio da parte della commissione esaminatrice sulla configurazione monoplano ad ala bassa per un caccia monoposto, l'ingegnere Émile Dewoitine progettò quasi contemporaneamente al D.500 un caccia monoplano dotato di ala in configurazione a gabbiano. Il velivolo aveva un'impostazione moderna, di costruzione interamente metallica, caratterizzato dalla velatura monoplana ad ala di gabbiano posizionata alta sulla fusoliera rinforzata da due aste di controvento, soluzione intenzionata a riproporre i vantaggi teorizzati dal polacco Zygmunt Puławski che per primo l'aveva adottata per equipaggiare un velivolo e che permetteva di abbinare la maggiore stabilità di un'ala alta alla migliore visibilità da parte del pilota.
Questo aereo  impiegava lo stesso propulsore Hispano-Suiza HS 12Xbrs erogante 660 hp al decollo del D.500, mentre la fusoliera ed piani di coda erano sostanzialmente simili. Designato D.560, il prototipo del caccia volò per la prima volta il 5 ottobre 1932. Durante le prove effettuate nel successivo mese di novembre presso il Centre d'Essais di Villacoublay l'aereo si dimostrò un po' più lento in quota rispetto al coevo D.500.  Il radiatore ventrale venne portato in avanti in maniera similare a quello del D.500, e per risolvere un problema di stabilità l'impennaggio verticale di coda fu ampliato.  La manovrabilità del prototipo D.560 si dimostrò eccezionale, ma i piloti collaudatori che partecipano al programma 1930 C1 bocciarono senza appello l'ala a gabbiano (che caratterizzava anche altri concorrenti, come il Loire 43, il Gourdou Leseurre GL-482 e il Mureaux-ANF 170).  Come conseguenza delle valutazioni dei collaudatori  il D.560 venne ricostruito, dotandolo di un'ala classica a parasole, ricevendo la nuova denominazione di D.570. 
Presentato come richiesto, questa volta alla neoistituita forza armata francese, l'Armée de l'air, venne giudicato inferiore sia al vincitore, il monoplano Dewoitine D.500, che al biplano Blériot-SPAD S.510, entrambi avviati alla produzione in serie.
Alla fine del marzo 1933, le critiche rivolte dai piloti collaudatori sull'uso dell'ala a gabbiano, portarono l'ingegnere Dewoitine a sostituire sul D.560 tale ala con una di formula classica a parasole, marginalmente ridotta in apertura e superficie. Ridesignato D.570, il prototipo così modificato effettuò i previsti test di volo il 27 novembre 1933, venendo poi trasferito all'inizio di dicembre da Francazal al Centre d'Essais di Villacoublay. Successivamente ritornò a Francazal per subire alcune modifiche minori, ma il 21 dicembre, quando ritornò nuovamente a Villacoublay per effettuare ulteriori test di volo, ebbe un guasto agli alettoni e andò distrutto.

## Versioni
- D.560: primo prototipo dotato di ala a gabbiano[3].
- D.570: il prototipo D.560 ricostruito, dotato di una nuova ala a parasole[3].

## Utilizzatori
Francia
- Aéronautique Militaire poi
- Armée de l'air

utilizzato solo per prove di valutazione.